# 多倫多皮爾遜國際機場
多倫多皮爾遜國際機場（英語：Toronto Pearson International Airport），簡稱皮爾遜機場，是加拿大安大略省多倫多市以至其都會區（大多倫多地區）及廣域都市帶（金馬蹄地區）的主要機場。皮爾遜機場離多倫多市中心西北約22.5（14.0英里），其大部分土地實際坐落密西沙加市東北角的馬爾頓區（Malton），东部的一小部分土地则延展至多伦多市的怡陶碧谷区。。皮爾遜國際機場是加拿大最繁忙的機場，2018年客流量達49,507,418人次，航班升降量則達465,555架次。以總客流量計算，皮爾遜機場在世界最繁忙機場中排第29位；以國際航班客流量計算排第22位；以航班升降量計算則排第10位。
皮爾遜機場是加拿大航空和加拿大航空快運的最大樞紐，亦令其成為星空聯盟的主要樞紐之一。此外，皮爾遜機場亦是西捷航空以及聯邦快遞的樞紐機場，和加拿大越洋航空与阳翼航空的重点机场。
機場的運作曾由加拿大運輸部負責，現時則由非營利的大多倫多機場管理局負責，但仍隸屬於加拿大國家機場系統。皮爾遜機場是全加拿大八座设有美國境外入境審查的机场之一。

## 歷史

### 早期發展

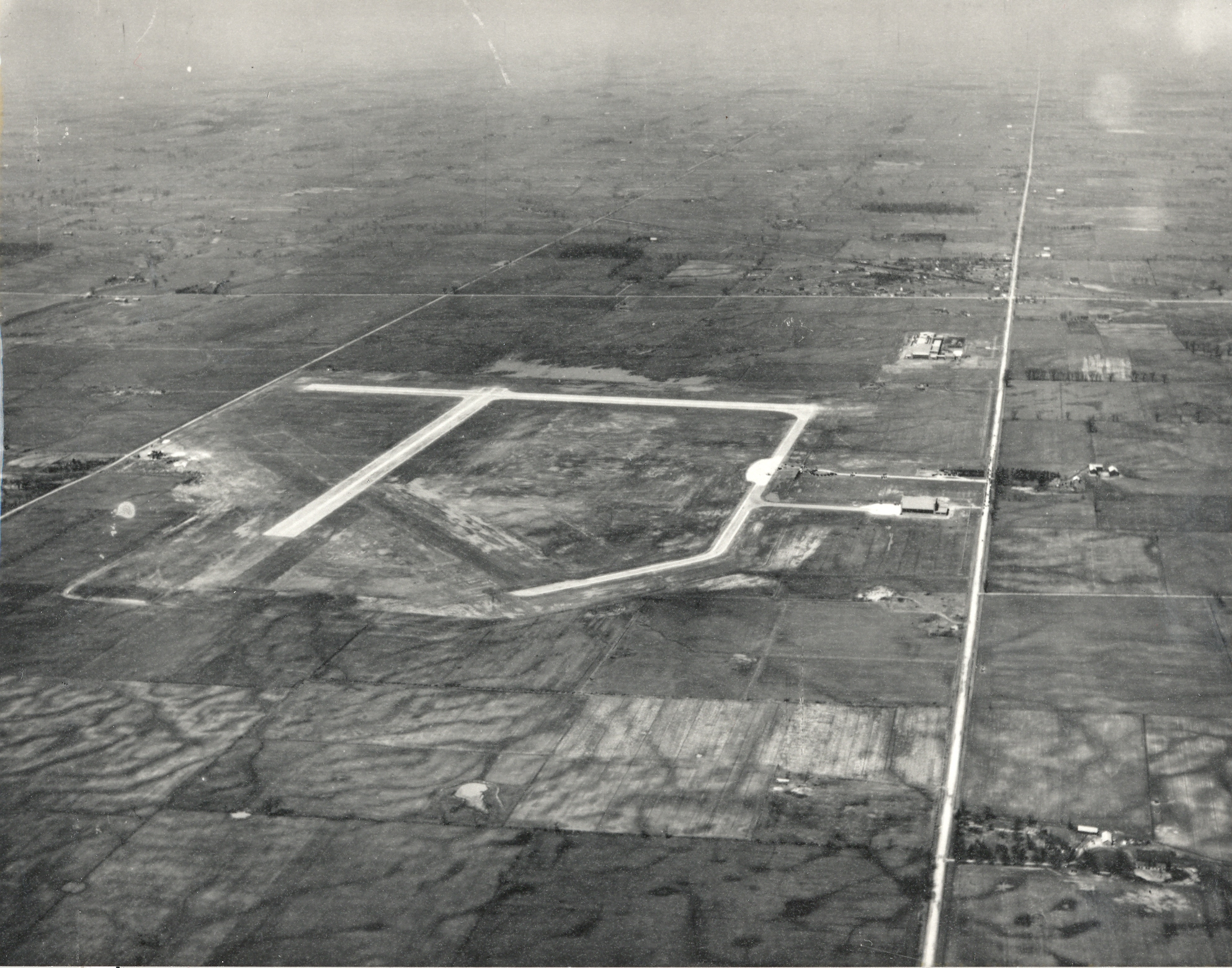
1939年的马爾頓機場；圖右的道路為第六線（Sixth Line），即今机场路

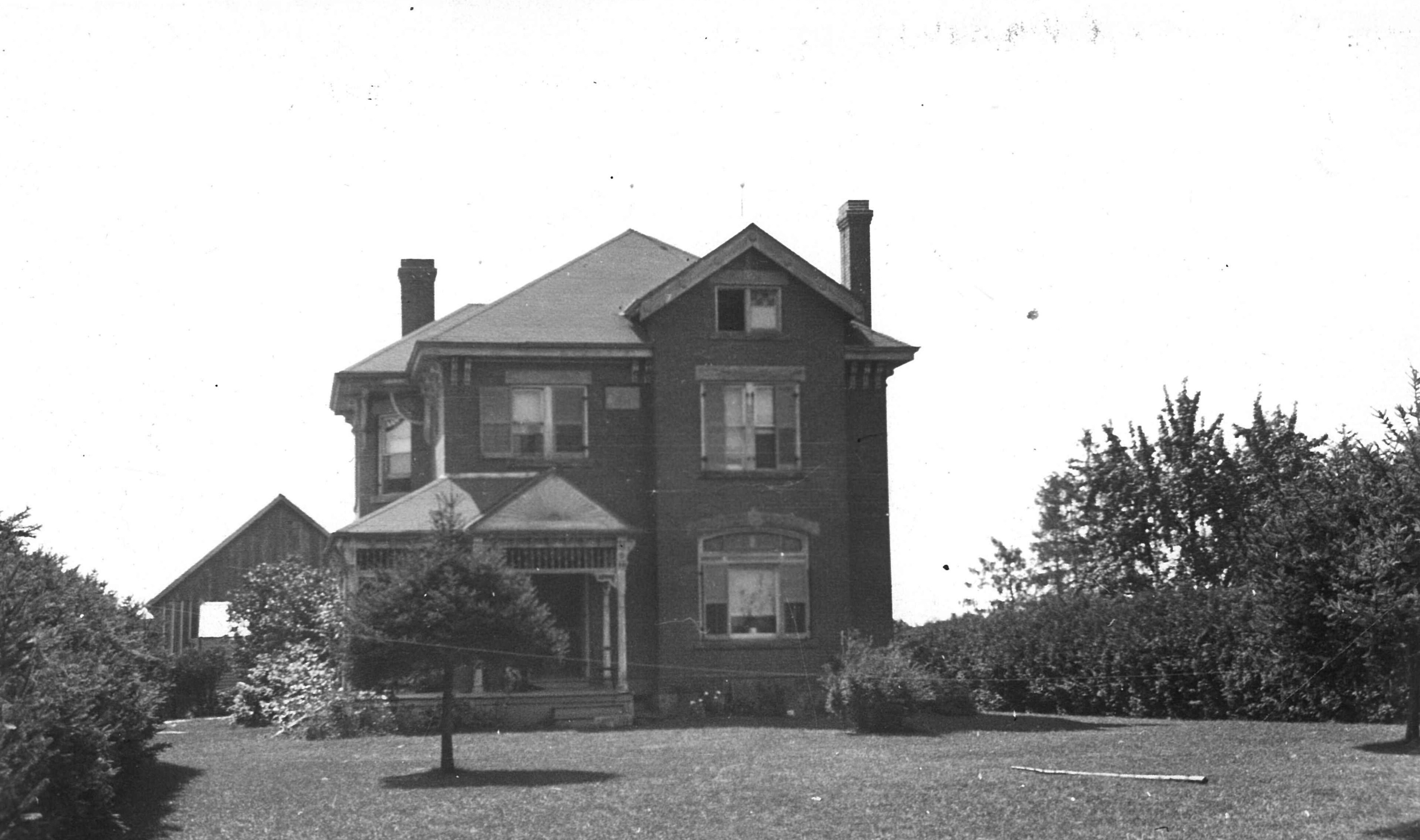
The F. Chapman Farm House——马爾頓機場最早的办公场地

皮爾遜國際機場的前身是馬爾頓機場。隨著環加拿大航空（即加拿大航空前身）準備於1937年開辦載客航班，多倫多市議會亦於1936年11月成立機場諮詢委員會，為市立機場選址。委員會列出數個可行地點，當中多倫多群島和多倫多市外圍（現密西沙加市東北角）的馬爾頓區（Malton）皆獲聯邦政府接納。當局計劃在多倫多群島興建陸地機場和水上機場，並在馬爾頓興建一座輔助機場，聯邦政府亦同意為此兩個項目提供約25%撥款。
多倫多港務委員會（Toronto Harbour Commission）率先於1937年4月委派人員到馬爾頓與當地農民商討購地事宜，最終購入570.9公頃（1,410.8英畝）土地；多倫多市議會再於同年7月9日以14票對7票通過在多倫多群島和馬爾頓興建機場。原屬查普曼家庭的農舍成為馬爾頓機場的首座辦公和客運大樓，而馬爾頓機場的第二座客運大樓則於1938年落成。
馬爾頓機場本計劃作飛行訓練之用，並於多倫多島機場能見度偏低的情況下作後備用途。然而，由於多倫多島機場的跑道較短，環加拿大航空決定將其多倫多航點定於馬爾頓機場。環加拿大航空一部道格拉斯DC-3客機於1939年8月29日在馬爾頓機場降落，為該機場首班載客航班。當時機場佔地420英畝，設施包括完整的導航燈、電台通訊、天氣報告設備、兩條硬地跑道和一條草地跑道。
第二次世界大戰期間，英聯邦空軍訓練計劃（British Commonwealth Air Training Plan）從1940年6月至1942年7月在馬爾頓機場營運飛行學校。

### 二戰後

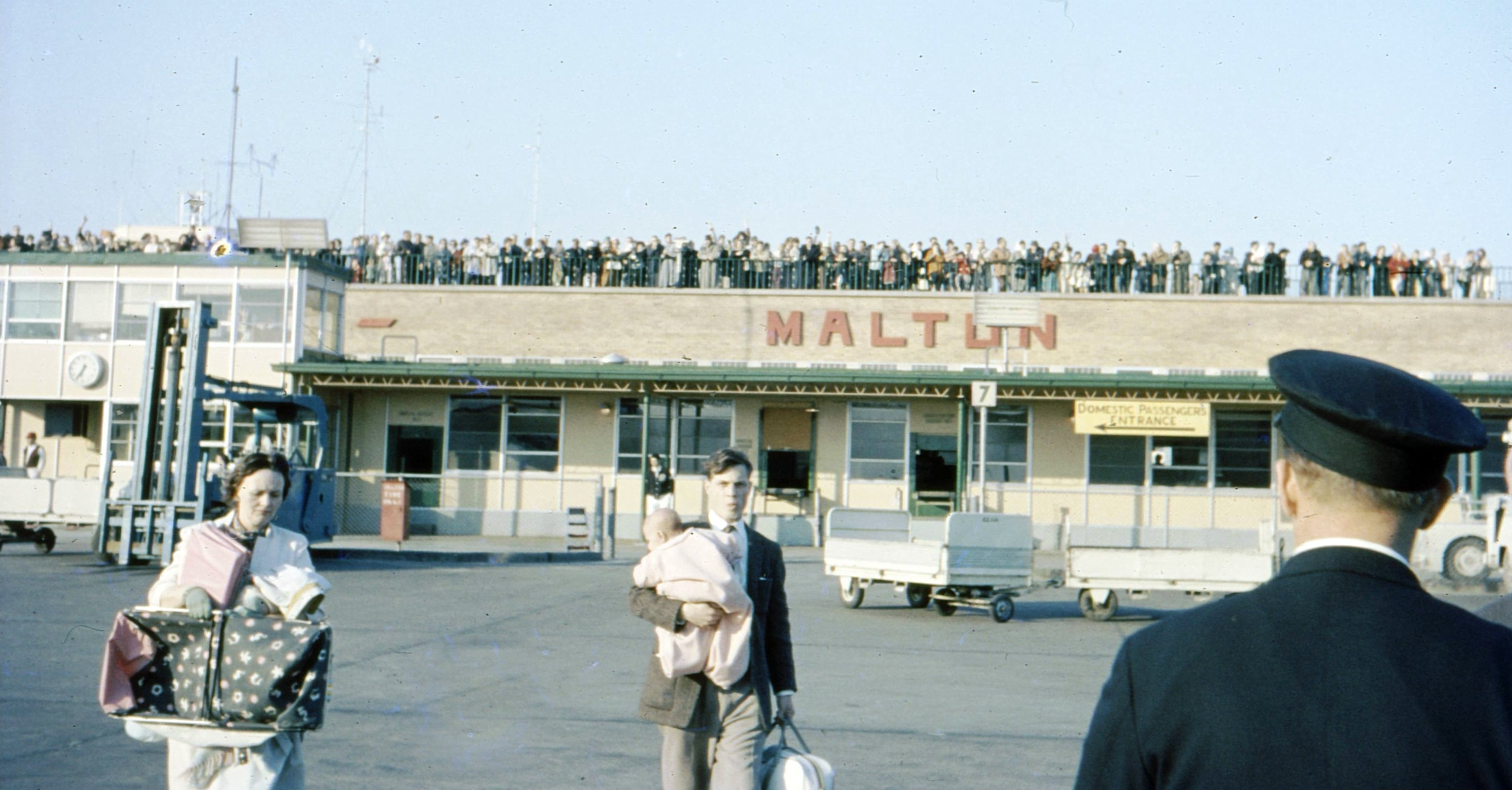
1960年的馬爾頓機場

馬爾頓機場的第三座客運大樓建於1949年，其設計與現時位於多倫多市中心機場的大樓相似。此客運大樓用作替代舊的大樓，每年能夠處理400,000人次的客運流量。多倫多市政府於1958年11月將機場業權售予加拿大交通部；機場則於1960年改名為多倫多國際機場。機場當時的跑道佈局如下：
- 05-23：全長11,050呎，用以測試加拿大製的Avro Arrow戰機
- 14-32：全長11,475呎，南-北對向跑道；現由15L-33R跑道取代
- 10-28：全長7,425呎，西北-東南對向跑道，現為一條滑行道[21]

機場當局則從1957年起在原有建築以南興建一號航空碼頭（Aeroquay One，即舊一號客運大樓），1964年落成，由時任總理萊斯特·皮爾遜於同年2月28日揭幕。一號航空碼頭由建築師约翰·伯内特·帕金設計，樓高十層，底部兩層是處理客運，其餘為多層停車場。多層停車場是方形設計，屬非禁區範圍，可飽覽整個機場。隨著一號航空碼頭於1964年開幕，機場於1939年啓用的原有建築及1949年落成的新增部分亦隨之拆卸，原址現為貨運中心和加拿大航空的機庫。
當局其後亦落實興建二號客運大樓。這個位置原本是用作興建另外兩座與一號航空碼頭一樣的建築，並計劃命名為二號及三號航空碼頭。然而，該設計對處理廣體客機的效率甚低，當局為了應付日益增加的廣體客機交通亦更改原有的計劃。設計改動後的二號客運大樓於1972年6月15日開幕，同樣由John B. Parkin設計。二號客運大樓早期只供包機公司使用，但加拿大航空亦於1973年4月29日將其客運樞紐遷至此處。二號客運大樓的西北角設有一條隧道，與一號航空碼頭相連。

### 1980年代至今
多倫多國際機場於1984年改名為皮爾遜國際機場（Lester B. Pearson International Airport，縮寫：LBPIA），以紀念加拿大第14任總理萊斯特·皮爾遜。於1996年12月2日，機場的運作及管理由加拿大政府交由大多倫多機場管理局（Greater Toronto Airports Authority）負責，以成為“國土機場政策”其中一個項目。根據大多倫多機場管理局，機場的全名是「多倫多皮爾遜國際機場」或「多倫多皮爾遜」。
機場當局在20和21世紀交替期間新增兩條跑道：南北向的15R/33L跑道於1997年落成，而東西向的06R/24L跑道則於2002年完成。
九一一襲擊事件發生後，皮爾遜國際機場成為了黃絲帶行動的成員之一。九一一襲擊事件當日，皮爾遜國際機場接收了14班緊急降落的航班。
機場當局於2000年代初興建新的一號客運大樓，於2004年4月6日開始運作；舊有的一號航空碼頭則同時關閉。二號客運大樓則於2007年1月29日最後一天營業，原本使用該大樓的航班於翌日遷往新一號客運大樓剛落成的F翼閘口。二號客運大樓的拆卸工序於2007年4月展開，2008年11月完成。
2006年，皮爾遜國際機場被Institute of Transport Management選為「2006年度全球最佳機場」。
Institute of Transport Management是一個於1977年成立於英國的組織，宗旨為運輸業的經理提供持續及專業的教育。
加拿大政府早於1972年便已在多倫多東面的皮克靈市徵用地皮，並計劃興建第二個主要機場，以減輕多倫多國際機場日益增加的客貨運流量。因社區的反對聲音，該計劃於1975年被擱置，但期後政府又於2001年重提新機場的計劃。隨著皮爾遜國際機場的交通流量持續增長，加拿大交通部再於2013年決定展開皮克靈機場的設計工序。皮克靈機場暫定設有三條跑道，預料到2032年可處理每年1190萬人次的客流量。

## 客運大樓
多倫多皮爾遜國際機場共有兩個運作中的客運大樓：一號及三號客運大樓。現有的一號客運大樓於2004年4月6日開始運作。而舊的一號客運大樓則於同日關閉，並進行拆卸工程，以便進行新一號客運大樓的擴建工程。一號客運大樓內的F段2007年1月30日開始運作，這段主要供國際及往來美國的航班使用，並可為皮爾遜國際機場有來每年700萬人次的使用量。於2008年尾前，已關閉的二號客運大樓將被完全拆卸，並成為停機坪。其實要不影響客運大樓的運作，同時要進行重建及擴建工程，是物流上的一項重大排戰。
多倫多皮爾遜國際機場是住加拿大八個設有美國過境預先清關（US Border Pre-clearance）設備的機場之一，這些設備位於一號及三號客運大樓內。
機場的旅客捷運系統於2006年7月啓用，連接一號客運大樓、三號客運大樓及位於子爵路（Viscount Road）的折扣停車場。系統全長1.5公里，行駛全程需時約4分鐘。

### 現有客運大樓

#### 一號客運大樓

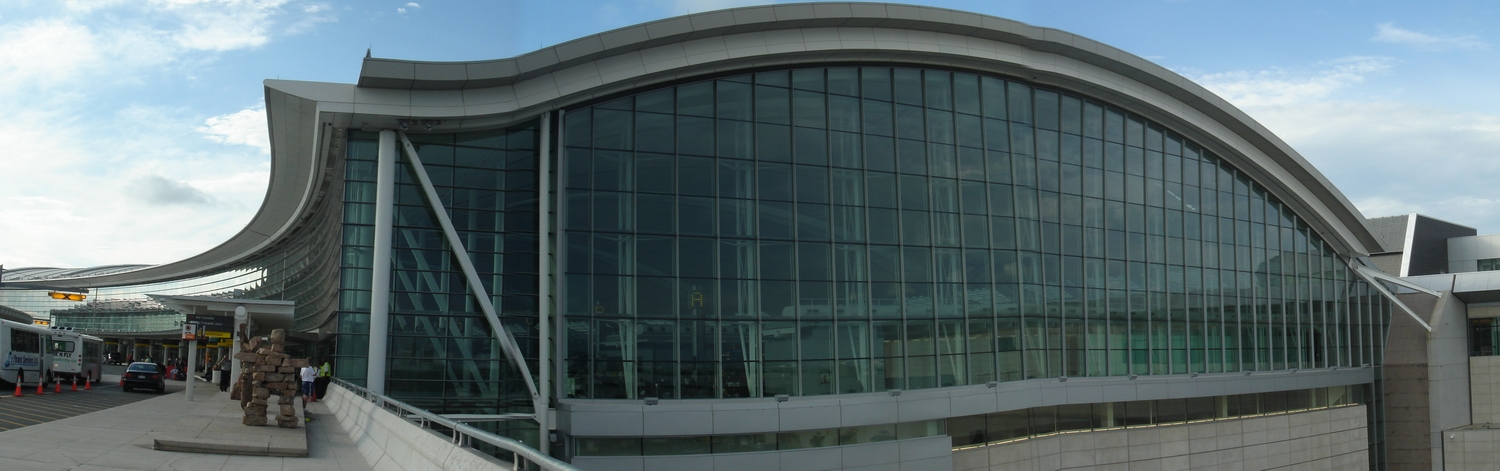
一號客運大樓外圍

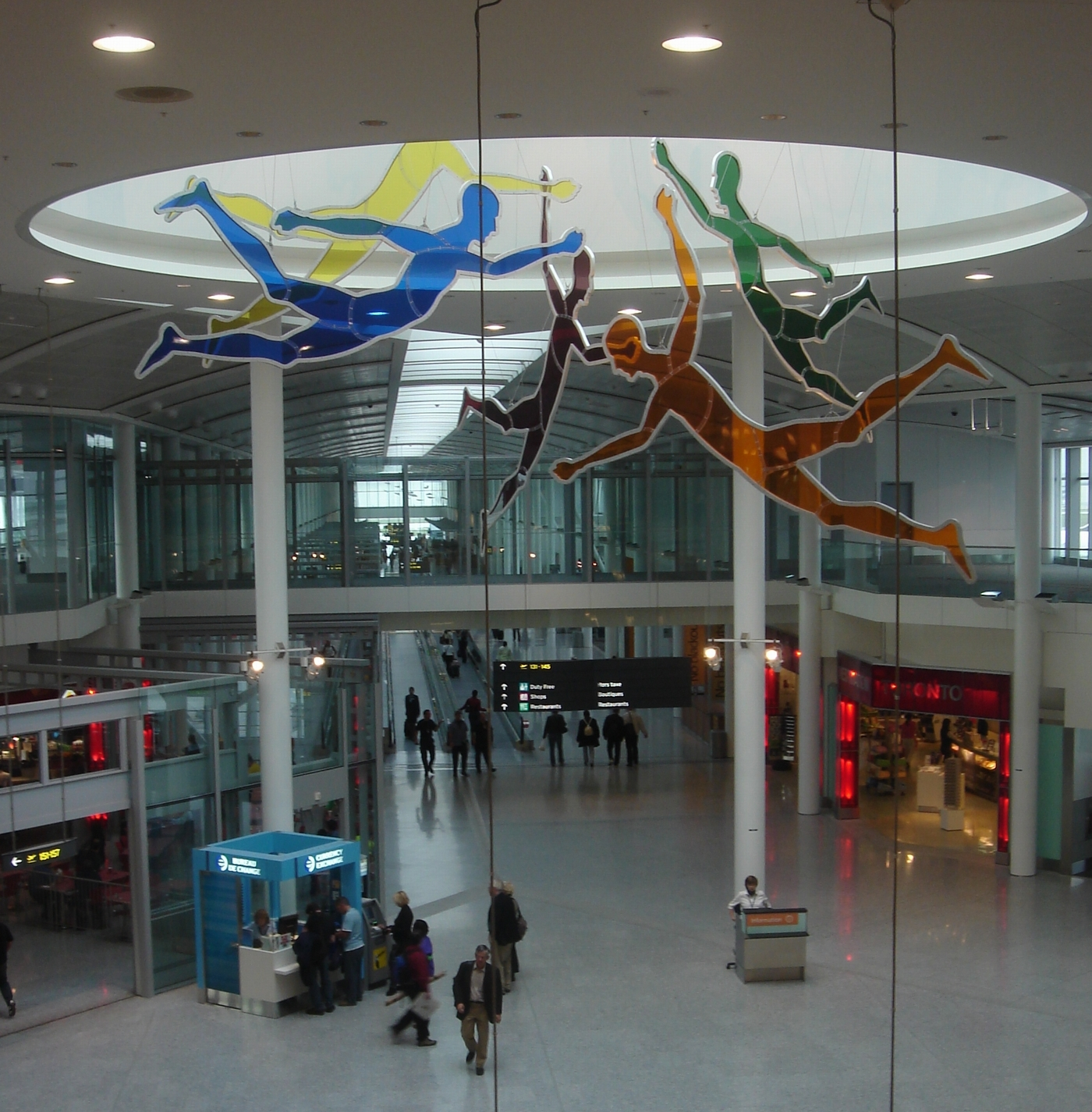
一號客運大樓內部

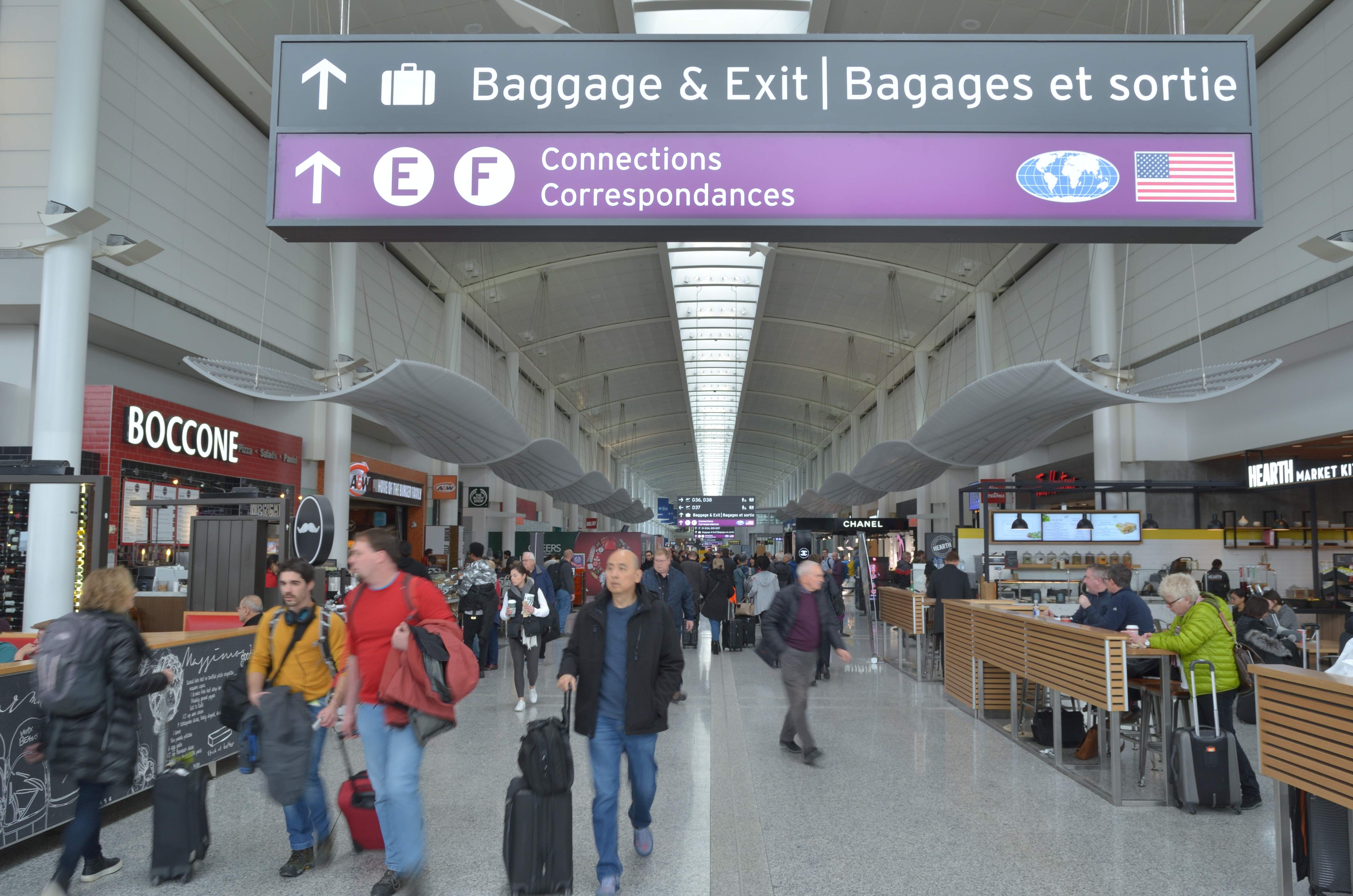
一號客運大樓的旅客

一號客運大樓是為國內、國際、及過境轉機而設計的。此大樓分為三段：D段供國内航班使用、E段供美國以外的國際航班使用、而F段則供前往美國航班使用。日後如有需要的話，當局亦可增建G段，而遠期規劃亦容當局增建H段和I段。
一號客運大樓主要供加拿大航空及其星空聯盟夥伴航空公司使用，但亦有非星空聯盟成員的航空公司在此營運（如陽翼航空、捷特航空和阿聯酋航空）。此大樓共有58個閘口：D1、D3、D5、D7-D12、D20、D22、D24、D26、D28、D31–D45（D32、D34和D36亦可供前往美國航班使用，在此情況下改冠以F字頭）、D/F51、D/F53、D/F55、D/F57、F60–F63、F64A–F64B、F65、F66A–F66B、E/F67–E/F81（E/F68-E/F73及E/F78-E/F81可供所有國際航班使用，但E74-E77則只供美國以外的國際航班使用）、F91、及F93。E73和E75兩個閘口可供空中巴士A380型號客機停靠；目前只有阿聯酋航空營運這種客機來往皮爾遜國際機場。
一號客運大樓的總樓面面積達567,000平方（6,000,000平方英尺），為全球第11大的機場客運大樓。

#### 場內客運大樓
於2001年至2002年興建，並於2003年4月6日開始使用。場內客運大樓（Infield Terminal）是為了處理一號客運大樓的擴建及重建工程受影響的航班。設有11個登機閘口（由521號閘至531號閘），由於一號客運大樓的工程已經暫時完成，因此現時場內客運大樓已停用。將來如有需要，可重開使用。場內客運大樓是位於機場的禁區內，而且並沒有辦理登機的設施，也沒有行人的通道連接的，因此乘客要由一號客運大樓完成登記及行李寄存的手續，於一號客運大樓禁區內乘坐機場巴士到場內客運大樓。

#### 東面停機坪
東面停機坪（East Holdroom）的停機位原是二號客運大樓的，於1990年建成。雖然二號客運大樓現已停用，但由於東面停機坪並非與該大樓相連，因此東面停機坪將繼續使用直至一號客運大樓擴建完成。

#### 三號客運大樓

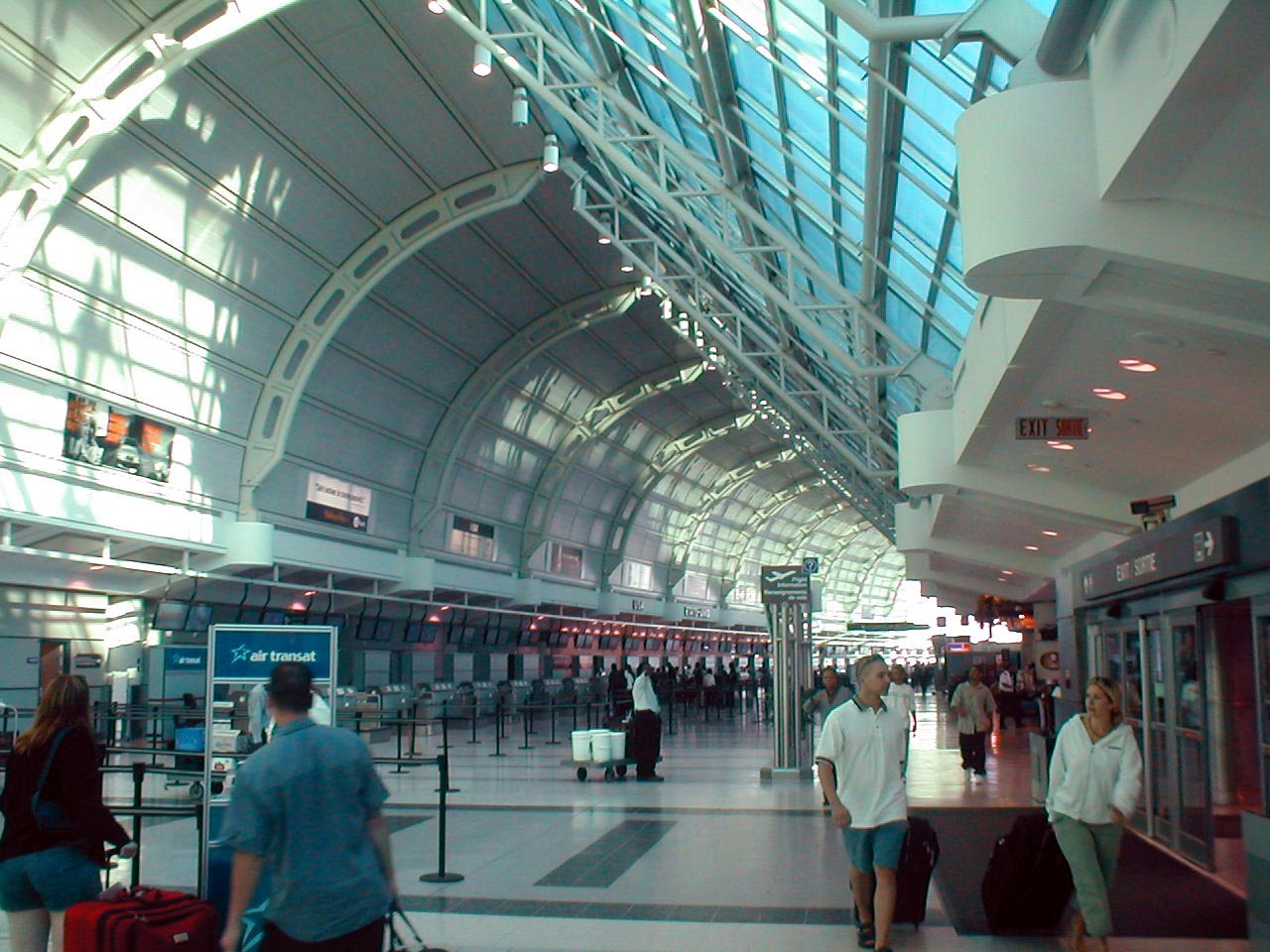
三號客運大樓

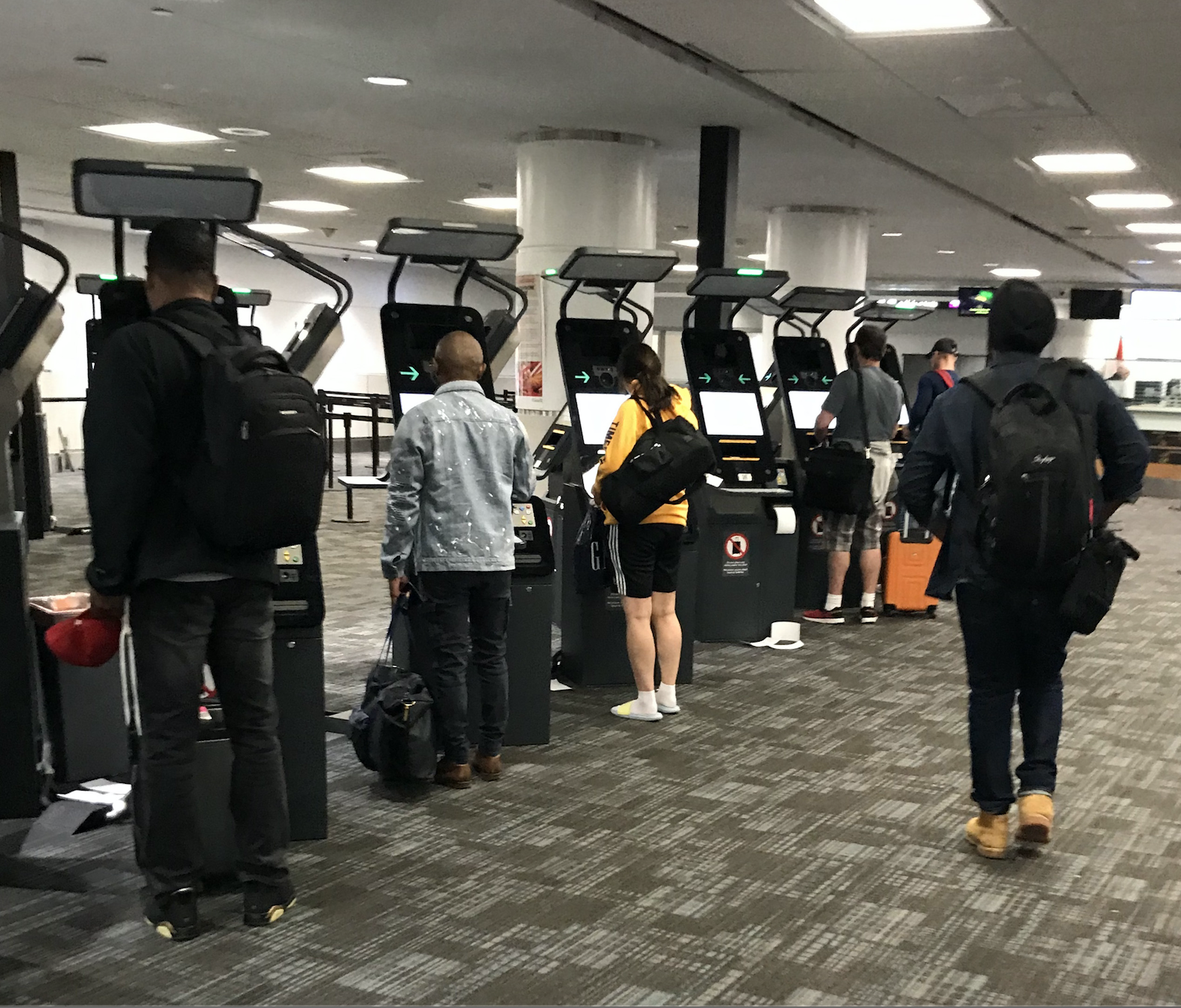
三号客运大楼国际到达区域的自助通关设施

三號客運大樓於1991年2月建成，以減輕當時舊一號及二號客運大樓的使用压力。大樓對面設有一座多層停車場和一間喜來登酒店（1993年10月前曾是瑞士酒店）。大樓的C段擴建部分於2004年開放，而東面處理新翼（East Processor Extension）則於2006年6月正式啟用，新增40個登記櫃位、商店、保安檢查站、和一個面對停機坪景觀的空間。此階段擴建工程亦包括改善加拿大邊境服務署的工作空間，以及一個更開放的抵港大堂。第二期工程於2007年完成，項目包括更大的保安檢查區域和增設國際航班的行李認領區域。西面處理新翼（West Processor Expansion）的工程亦同時進行中，建築外部於2008年上半年完工。
三號客運大樓開幕時原為加拿大國際航空的樞紐，現時則供天合聯盟和寰宇一家成員的航空公司使用，而其他不隸屬任何航空聯盟的航空公司（如西捷航空和加拿大越洋航空）亦在此營運。此大樓共有48個閘口：A1–A6、B1a-B1d、B2a-B2b、B3-B5、B7–B20、B22、及C24–C41。

### 以前的客運大樓

#### 一號客運大樓（舊）
舊一號客運大樓資料統計：
- 曾使用之航空公司：10間（於1967年），100間（由開幕至關閉）
- 每小時客流量：1400人次
- 每小時客流量：3500萬人次（於1967年），1000萬人次（由1988至1989年）
- 總客流量（由1964至2003年）：2億1800萬人次
- 登機閘口：24個（LL、JJ、HH、GG、FF、EE、DD、AA、BB、CC）

曾使用舊一號客運大樓的航空公司：
- 加拿大航空（前稱：楓葉航空）
- Air Jazz / Air Alliance
- 越洋航空
- BWIA
- 加航
- 達美航空
- 芬蘭航空
- Jaro International
- 德國漢莎航空
- 馬田航空
- 墨西哥Mexicana航空
- 中西航空
- 西北航空
- 奧林匹克航空
- Royal Airlines
- Skyservice
- TAP Air Portugal
- Trans World Airlines
- 全美航空

#### 二號客運大樓
二號客運大樓設計供下列三間航空公司使用的：美国航空、英國海外航空及加拿大太平洋航空。

## 航空公司和目的地

### 客運

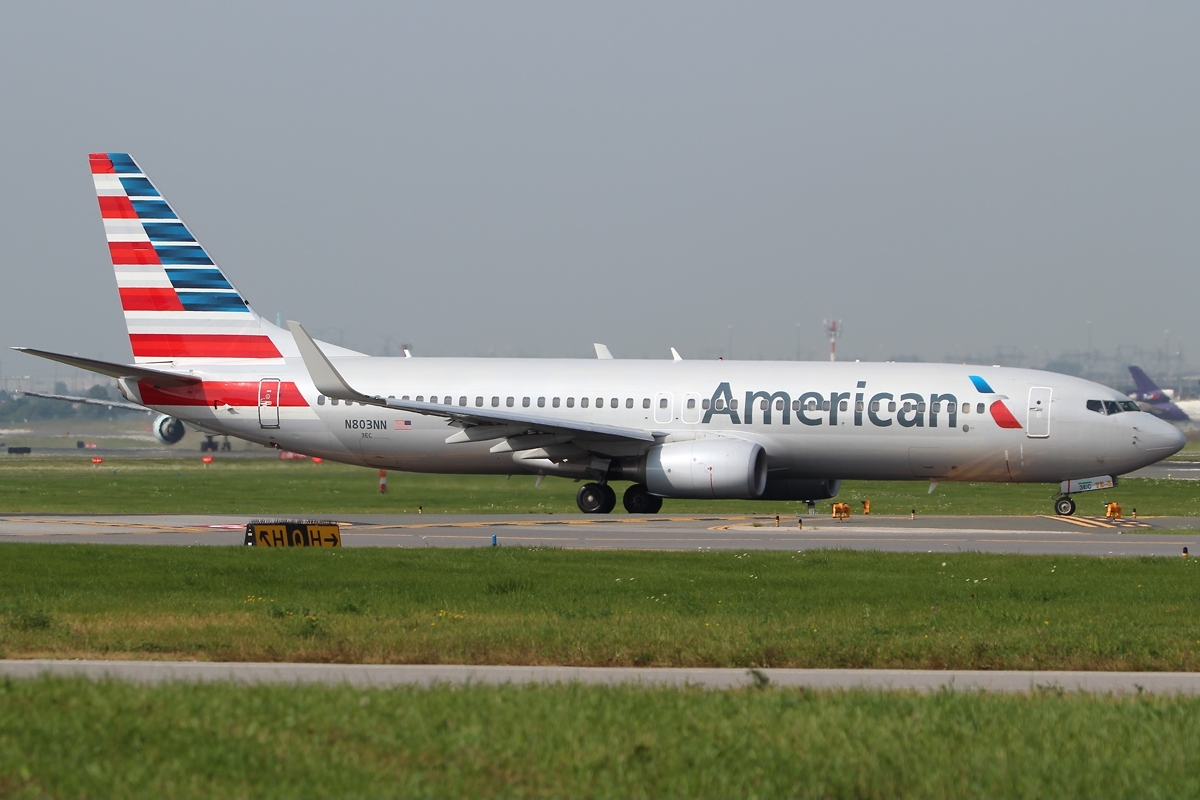
美國航空的波音737-800型客機在多倫多國際機場滑行

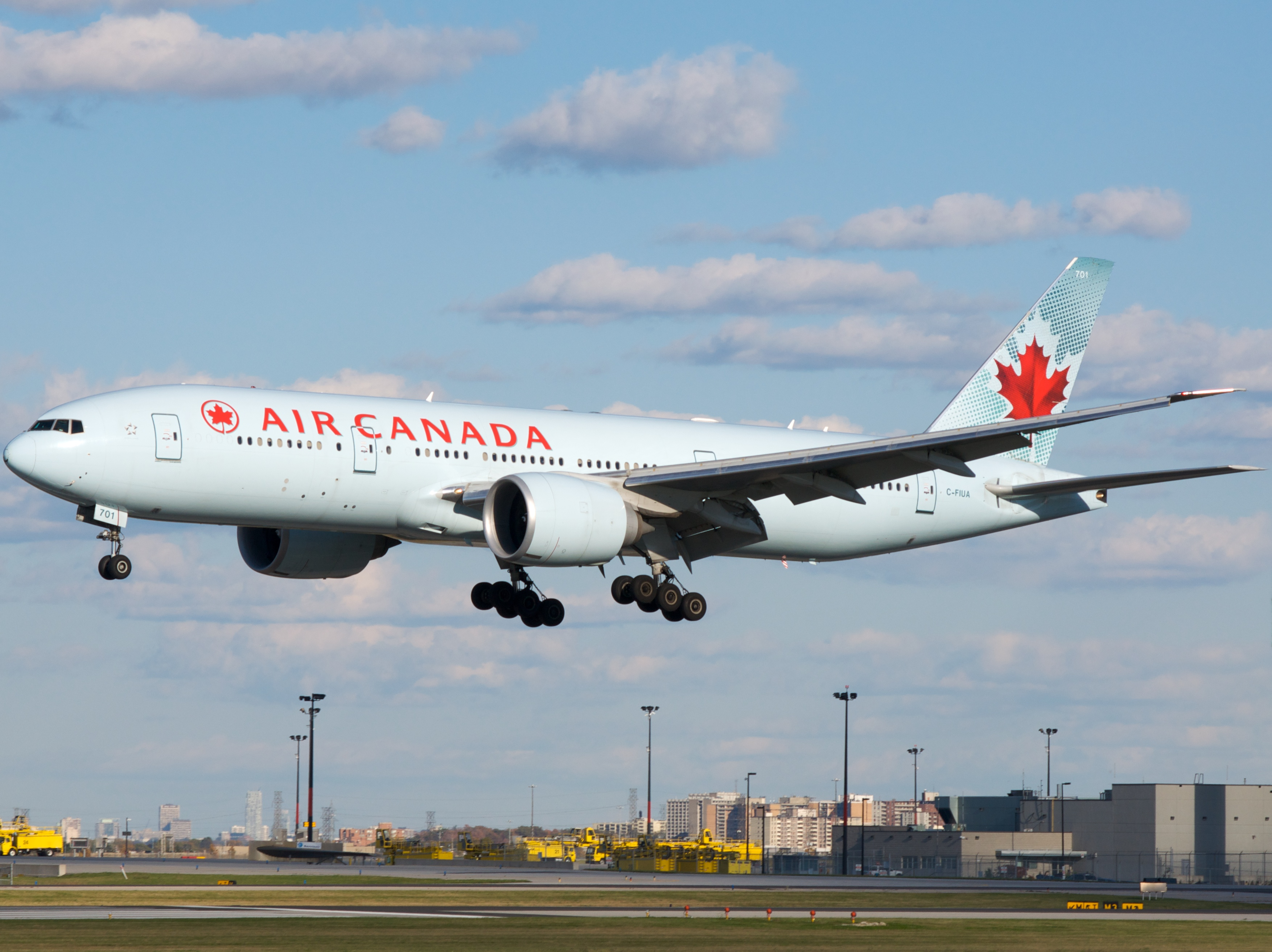
加拿大航空的波音777-200LR型客機正在降落於多倫多國際機場

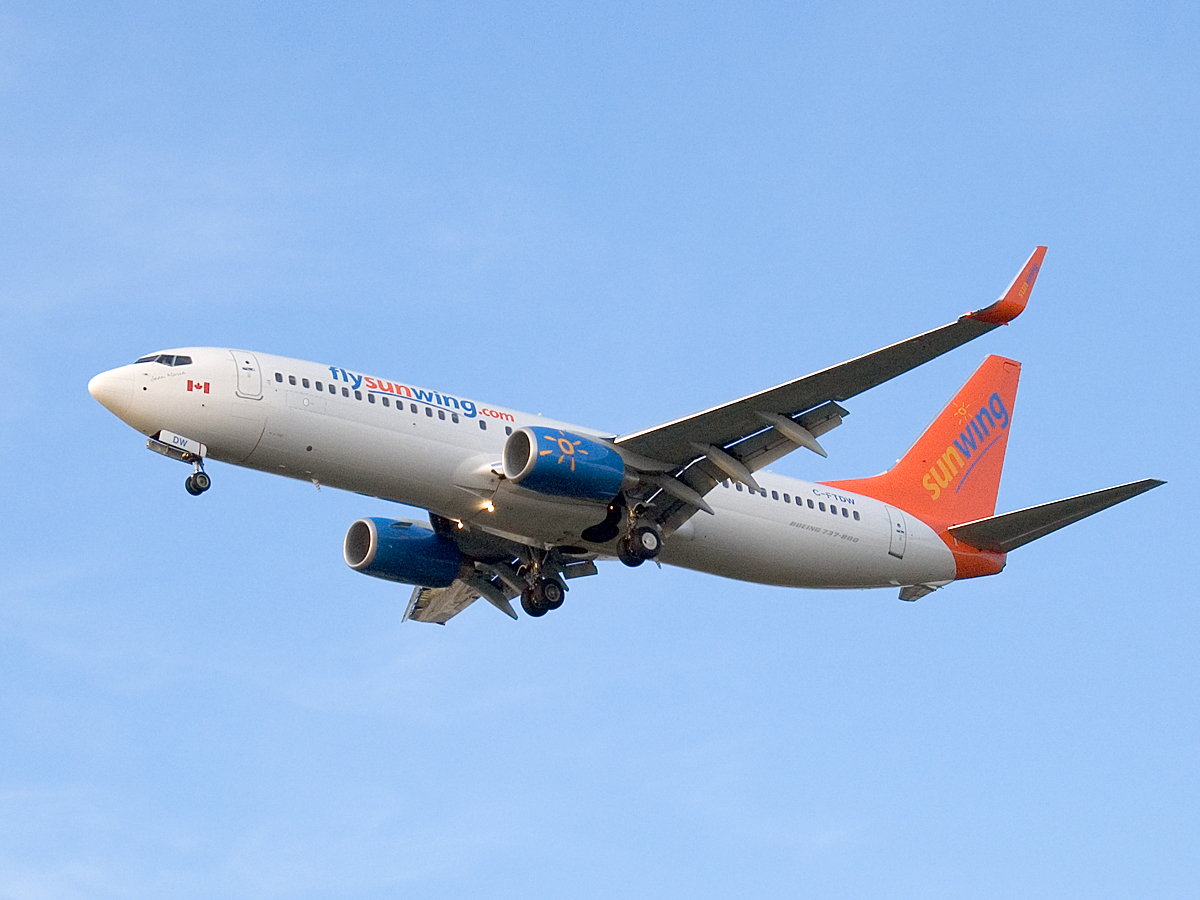
阳翼航空的波音737-800型客机正在降落於多伦多国际机场

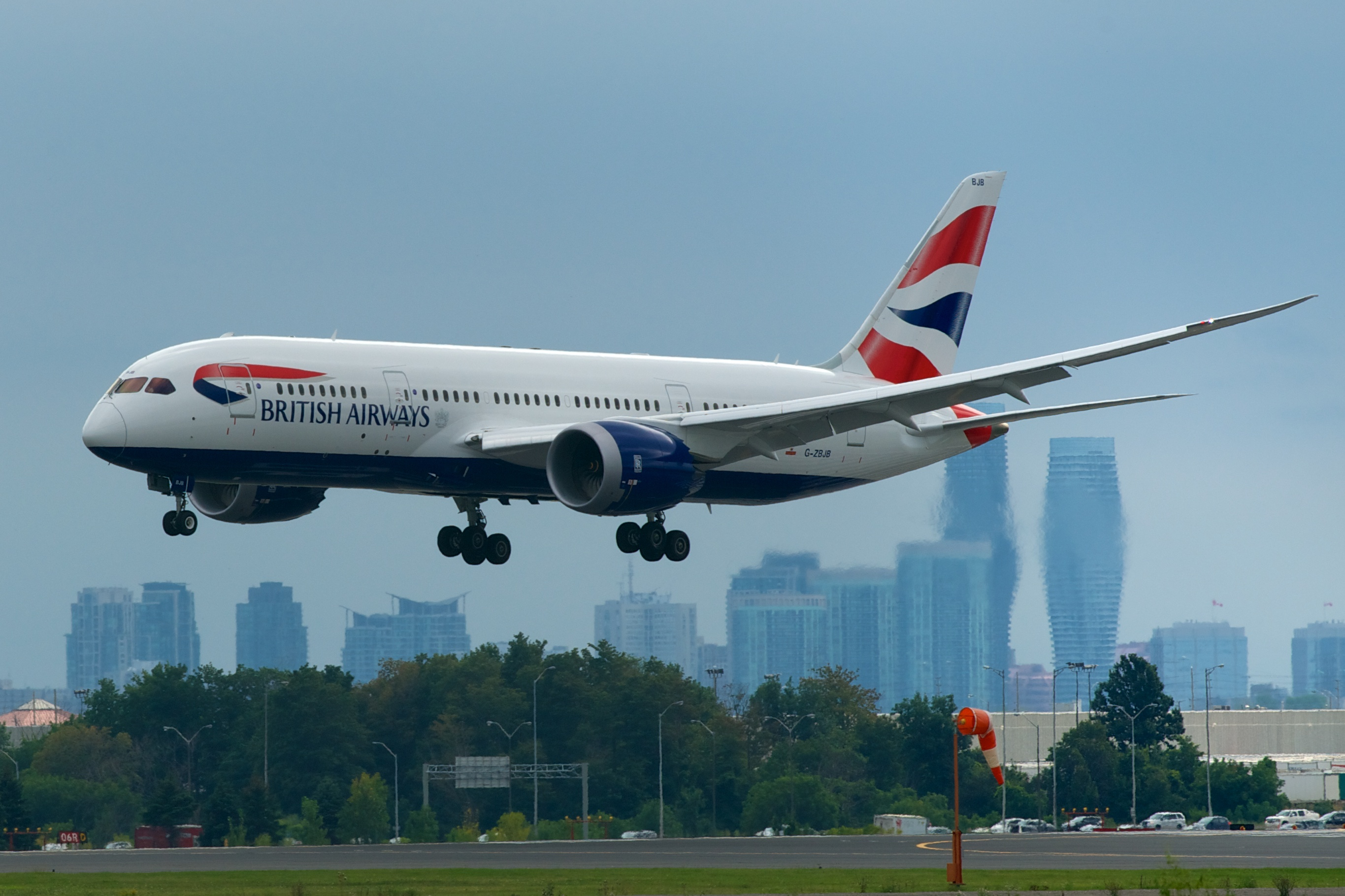
英國航空的波音787-8型客機正在降落於多倫多國際機場，背後可見密西沙加市中心天際線

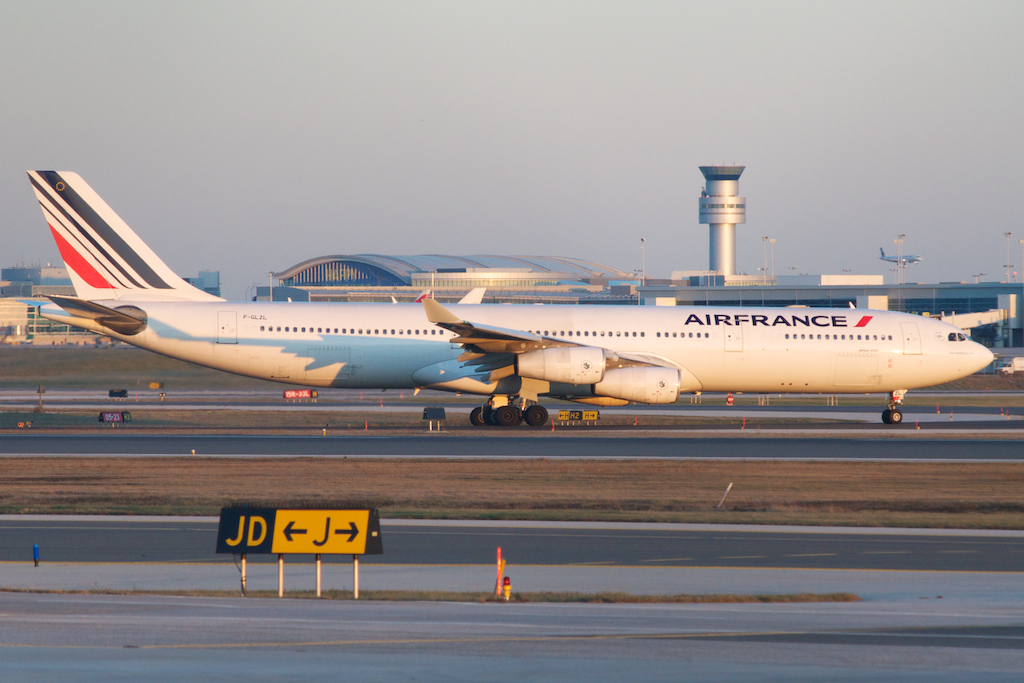
法國航空的空中巴士A340-300型客機在多倫多國際機場滑行

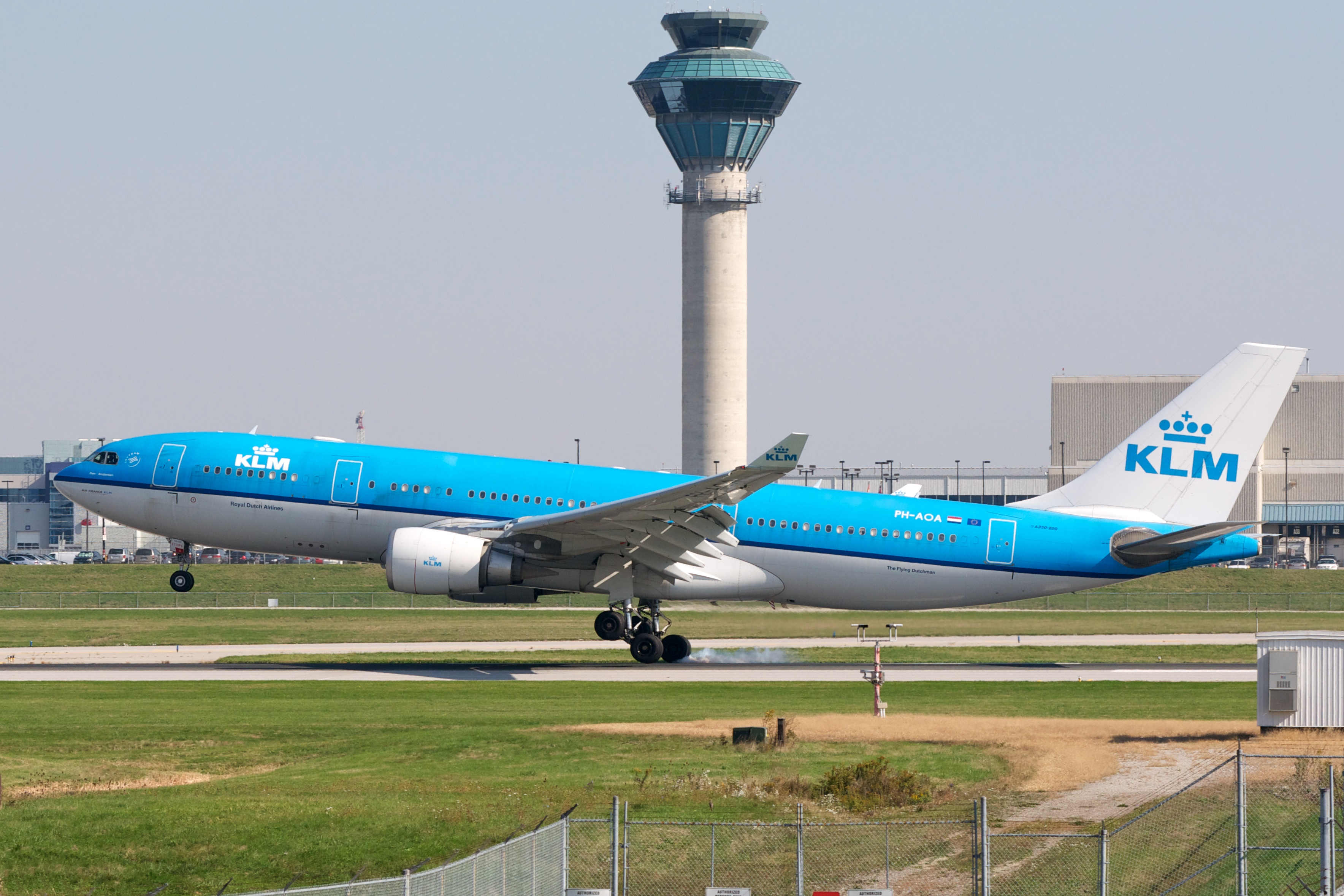
荷蘭皇家航空的空中巴士A330-200型客機在多倫多國際機場起飛

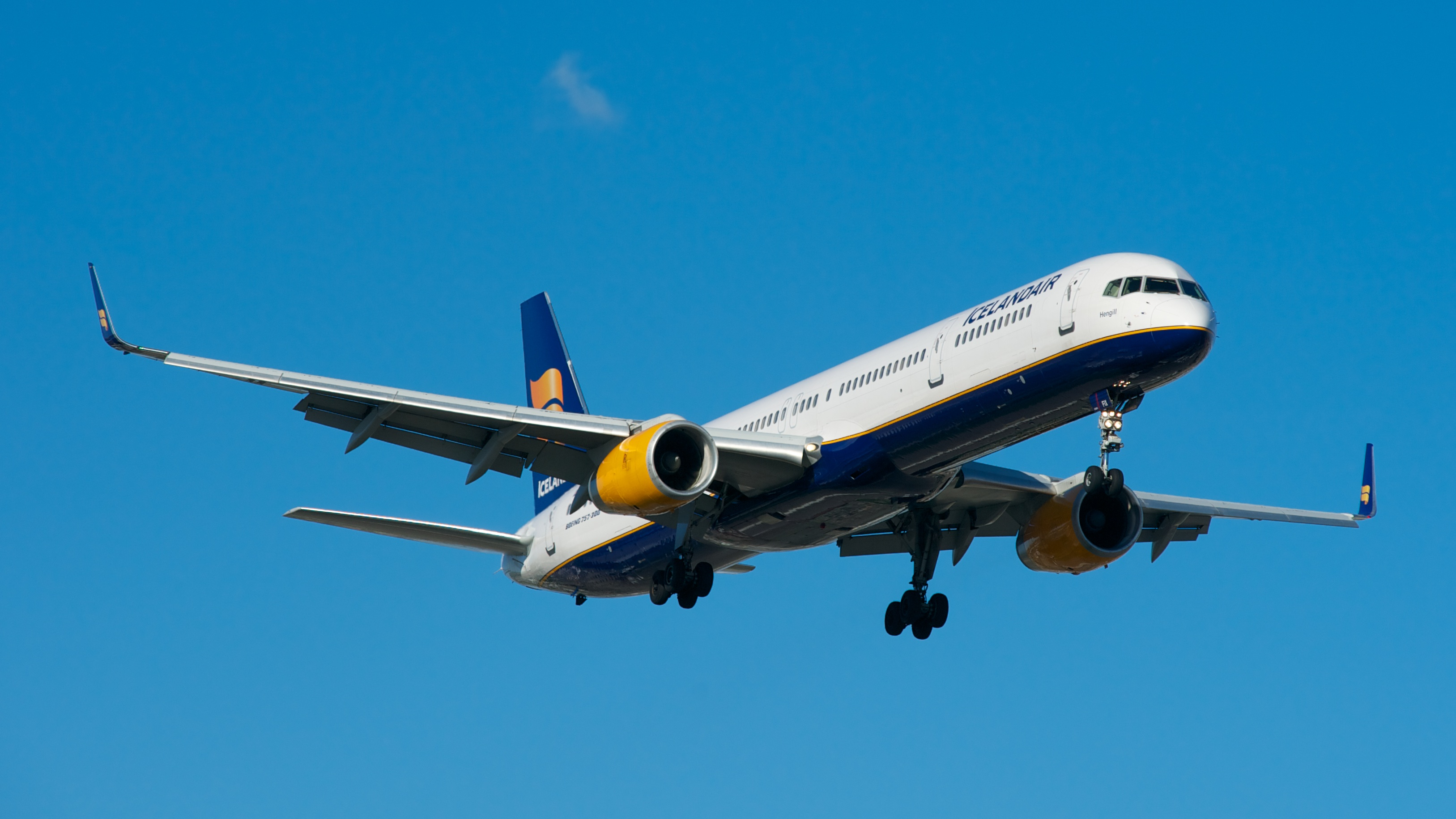
冰岛航空的波音757-300型客機正在降落於多倫多皮爾遜國際機場

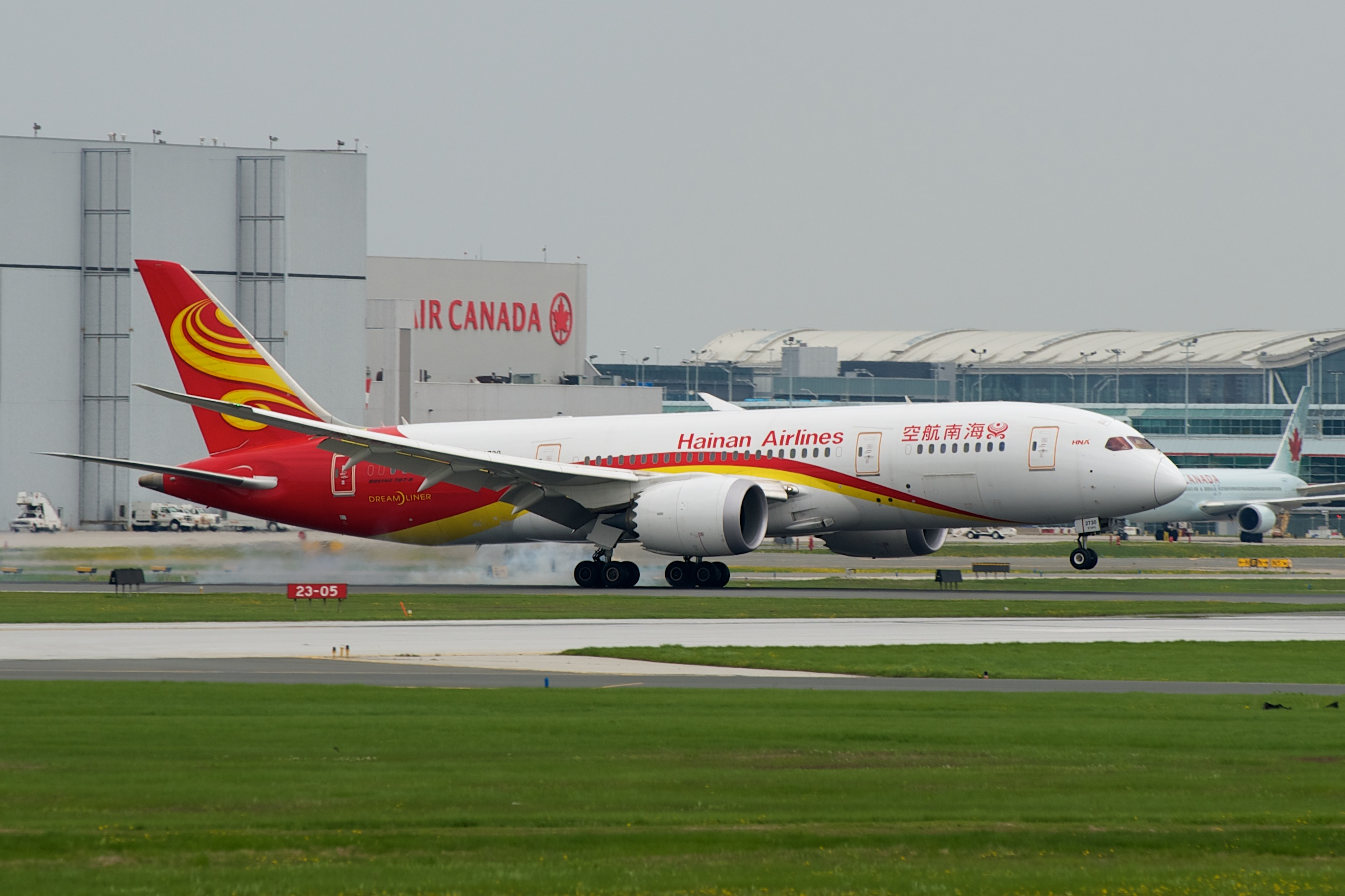
海南航空的波音787-8型客機正在降落於多倫多國際機場

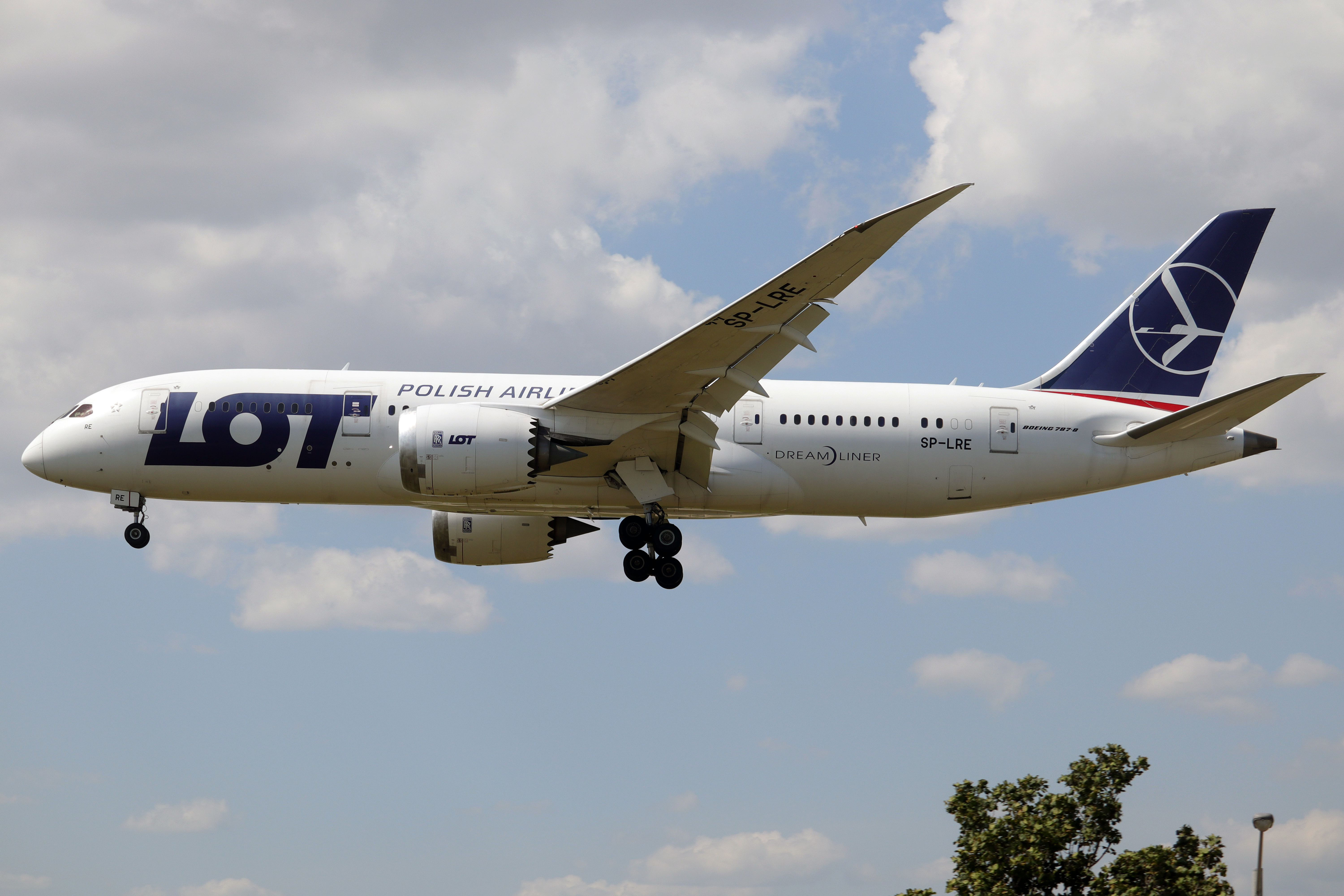
LOT波兰航空的波音787-8型客機在降落於多倫多國際機場

| 航空公司         | 目的地 | 客運大樓 |
| ---------------- | --- | -------- |
| 加拿大航空       | 阿姆斯特丹、安提瓜、阿魯巴、巴巴多斯、百慕達、波哥大、波士頓、布宜諾斯艾利斯–埃塞薩、卡加利、芝加哥–奧黑爾、哥本哈根、鹿湖、德里、丹佛、杜拜-國際、愛民頓、勞德代爾堡、麥克默里堡、麥爾茲堡、法蘭克福、日内瓦、大開曼、香港、倫敦–、洛杉磯、墨西哥城、邁阿密、慕尼黑、紐約–拉瓜地亞、紐華克、渥太華、巴拿馬城、巴黎–戴高樂、普羅維登西亞萊斯、里約熱內盧–加利昂、羅馬-菲烏米奇諾、聖約翰斯（紐芬蘭及拉布拉多）、聖盧西亞、、聖地牙哥（智利）、聖保羅–瓜魯柳斯、薩拉索塔、、西雅圖/塔科馬、悉尼（澳洲）、特拉維夫–本古里安、東京–羽田、東京–成田、溫哥華、維多利亞、溫尼伯、蘇黎世 季節性：科蘇梅爾、韋爾、甘德、喬治鎮-埃克蘇馬、伊斯塔帕-錫瓦塔內霍、馬德里、米蘭-馬爾彭薩、巴亞爾塔港、聖迭戈（加州）、聖胡安（波多黎各）、西棕櫚灘 | 1        |
| 加拿大快運航空   | 亞特蘭大、奧斯汀、巴爾的摩/華盛頓、波士頓、夏洛特、查洛城、芝加哥–奧黑爾、辛辛那提、克里夫蘭、哥倫布（俄亥俄州）、達拉斯/沃思堡、底特律、弗雷德里克頓、哈里斯堡、哈特福德、–洲際、印第安納波利斯、堪薩斯城、金斯頓（安大略）、倫敦（安大略）、密爾沃基、明尼阿波利斯/聖保羅、蒙克頓、、納什維爾、新奧爾良、紐約–甘迺迪、紐約–拉瓜地亞、紐華克、北灣、渥太華、費城、匹兹堡、魁北克城、羅利/達拉姆、羅徹斯特（紐約州）、聖約翰（新布藍兹維）、聖路易斯、薩尼亞、蘇聖瑪麗（安大略）、薩德伯里、錫拉丘茲、雷灣、蒂明斯、華盛頓–國家、溫莎、溫尼伯 季節性：大西洋城、Mont-Tremblant、雷吉那、 | 1        |
| 加拿大胭脂航空   | 坎昆、科科島/吉列爾莫島、都柏林、格林納達、奧爾金、基隆拿、金斯頓（牙買加）、拉斯維加斯、利韋里亞（哥斯達黎加）、利馬、蒙特哥灣、拿騷、奧蘭多、鳳凰城、銀港、蓬塔卡納、山美納、聖地牙哥（加州）、聖荷西（哥斯達黎加）、聖克拉拉、悉尼（新斯科細亞）、坦帕、巴拉德羅 季節性：、雅典、巴塞隆拿、庫拉索、愛丁堡、檀香山、華土哥、羅馬納、里斯本、曼徹斯特（英國）、聖馬、聖荷西得卡沃、聖吉斯、威尼斯–馬可波羅 | 1        |
| 西捷航空         | 安提瓜、阿魯巴、巴巴多斯、巴塞羅那、百慕達、卡加利、坎昆、科科島/吉列爾莫島、查洛城、鹿湖、愛民頓、勞德代爾堡、麥克默里堡、麥爾茲堡、大開曼、基隆拿、（牙買加）、拉斯維加斯、利韋里亞（哥斯達黎加）、蒙克頓、蒙特哥灣、、拿騷、紐約–拉瓜地亞、奧蘭多、渥太華、鳳凰城、西班牙港、普羅維登西亞萊斯、銀港、巴亞爾塔港、蓬塔卡納、魁北克城、聖胡安（波多黎各）、聖克拉拉、聖約翰斯（紐芬蘭及拉布拉多）、聖盧西亞、聖馬、山美納、、坦帕、溫哥華、巴拉德羅、溫尼伯 季節性：科蘇梅爾、庫拉索、都柏林、甘德、格拉斯哥-國際、奧爾金、羅馬納、邁阿密、默特爾灘、棕櫚泉、悉尼（新斯科細亞）、維多利亞 | 3        |
| 西捷Encore       | 、渥太華、魁北克城、雷灣 | 3        |
| 加拿大越洋航空   | 坎昆、科科島/吉列爾莫島、勞德代爾堡、格拉斯哥–國際、奧爾金、里斯本、倫敦–、曼徹斯特（英國）、蒙特哥灣、、奧蘭多、、銀港、蓬塔卡納、山美納、聖克拉拉、巴拉德羅< 季節性：阿姆斯特丹、雅典、巴塞隆拿、伯明翰（英國）、布達佩斯、卡马圭、南长岛、科蘇梅爾、都柏林、法魯、華土哥、拉梅齊亞泰爾梅、羅馬納、拉斯維加斯、利韋里亞（哥斯達黎加）、馬德里、馬賽、巴拿馬城、巴黎–戴高樂、布拉格、巴亞爾塔港、Roatan、羅馬-菲烏米奇諾、聖盧西亞、聖馬、聖荷西（哥斯達黎加）、聖荷西得卡沃、 威尼斯–馬可波羅 | 3        |
| 陽翼航空         | 坎昆、科科島/吉列爾莫島、弗里波特、格林納達、、奧爾金、拉斯維加斯、馬薩特蘭、蒙特哥灣、奧蘭多、巴拿馬城、西班牙港、銀港、巴亞爾塔港、蓬塔卡納、Río Hato、聖盧西亞、聖荷西得卡沃、聖克拉拉、巴拉德羅 季節性：阿魯巴、伯利茲城、科蘇梅爾、卡马圭、西恩富戈斯、庫拉索、勞德代爾堡、甘德、華土哥、羅馬納、利韋里亞（哥斯達黎加）、曼薩尼約、拿騷、、Roatán、聖胡安（波多黎各）、聖馬、聖彼德斯堡/清水、聖荷西（哥斯達黎加）、聖地牙哥（古巴）、史提芬維爾、溫哥華 | 3        |
| 美國航空         | 達拉斯/沃思堡、洛杉磯、邁阿密、夏洛特、芝加哥–奧黑爾、紐約–甘迺迪、紐約–拉瓜地亞、費城、華盛頓–國家 | 3        |
| 達美航空         | 亞特蘭大、盐湖城、辛辛那提、底特律、明尼阿波利斯/聖保羅、紐約–甘迺迪 | 3        |
| 聯合航空         | 芝加哥–奧黑爾、丹佛、休斯頓–洲際、紐華克、华盛顿–杜勒斯 | 1        |
| 墨西哥國際航空   | 墨西哥城 | 3        |
| 英特捷特航空     | 墨西哥城、坎昆 | 3        |
| 古巴航空         | 卡马圭、南长岛、西恩富戈斯、、奧爾金、聖地牙哥（古巴）、巴拉德羅、聖克拉拉 | 3        |
| 牙買加飛天航空   | 喬治敦（圭亞那）、京斯敦 | 3        |
| 加勒比航空       | 格林納達、金斯頓（牙買加）、西班牙港 | 3        |
| 巴拿馬航空       | 巴拿馬城 | 1        |
| 哥倫比亞航空     | 聖薩爾瓦多 | 1        |
| 冰島航空         | 雷克雅未克–凱夫拉維克 | 3        |
| 愛爾蘭航空       | 都柏林 | 3        |
| 英國航空         | 倫敦– 季節性：倫敦-蓋特威克 | 3        |
| 維珍航空         | 倫敦– b | 3        |
| 法國航空         | 巴黎–戴高樂 | 3        |
| 荷蘭皇家航空     | 阿姆斯特丹 | 3        |
| 布鲁塞尔航空     | 布鲁塞尔 | 1        |
| 亞速爾國際航空   | 里斯本、蓬塔德爾加達、波爾圖 季節性：特塞拉島 | 3        |
| 葡萄牙航空       | 里斯本 | 1        |
| 漢莎航空         | 法蘭克福 季節性：慕尼黑 | 1        |
| 神鷹航空         | 季節性：法蘭克福 | 3        |
| 意大利航空       | 羅馬-菲烏米奇諾 | 3        |
| 芬蘭航空         | 季節性：赫爾辛基 | 3        |
| 波蘭航空         | 華沙–蕭邦 | 1        |
| 大韓航空         | 首爾–仁川 | 3        |
| 長榮航空         | 臺北–桃園 | 1        |
| 國泰航空         | 香港 | 3        |
| 中國東方航空     | 上海–浦東 | 3        |
| 中國南方航空     | 广州 | 3        |
| 海南航空         | 北京-首都 | 3        |
| 中國國際航空     | 北京-首都 | 1        |
| 菲律賓航空       | 馬尼拉 | 3        |
| 巴基斯坦國際航空 | 伊斯蘭堡、卡拉奇、拉合爾 | 3        |
| 土耳其航空       | 伊斯坦堡–阿塔蒂爾克 | 1        |
| 埃及航空         | 開羅 | 1        |
| 以色列航空       | 特拉維夫–本古里安 | 3        |
| 沙特阿拉伯航空   | 吉達、利雅得 | 3        |
| 阿聯酋航空       | 杜拜–國際 | 1        |
| 阿提哈德航空     | 阿布扎比 | 3        |
| 印度航空         | 德里 | 1        |
| 埃塞俄比亞航空   | 亞的斯亞貝巴a | 1        |

附註：
- ^a ：埃塞俄比亞航空從亞的斯亞貝巴前往多倫多的航班中途在都柏林停靠，但由於此公司並不持有在都柏林載客後在多倫多卸客的第五航權，因此沒有乘客在都柏林登上此航班[33]。此公司從多倫多前往亞的斯亞貝巴的航班則沒有中途停站。
- ^b ：維珍航空前往倫敦希斯路機場之航班將於2025年3月30日開始營辦本航線。

### 貨運
| 航空公司                                           | 目的地                                                                       | 貨運中心   |
| -------------------------------------------------- | ---------------------------------------------------------------------------- | ---------- |
| 國泰貨運                                           | 、香港、紐約–甘迺迪                                                          | VISTA      |
| 聯邦快遞航空                                       | 印第安納波利斯、孟菲斯、明尼阿波利斯/聖保羅                                  | FedEx      |
| 聯邦快遞航空 由Morningstar Air Express營運         | 卡加利、愛民頓、、北灣、蘇聖瑪麗（安大略）、薩德伯里、蒂明斯、溫哥華、溫尼伯 | FedEx      |
| 联合包裹服务航空                                   | 路易維爾                                                                     | VISTA      |
| Kelowna Flightcraft Air Charter 以KF Cargo名義營運 | 、布魯塞爾、蒙克頓、溫哥華                                                   | Cargo West |
| 大韓航空貨運                                       | 、首爾–仁川                                                                  | Cargo West |
| 漢莎貨運航空                                       | 法蘭克福                                                                     | Cargo West |

## 交通配套

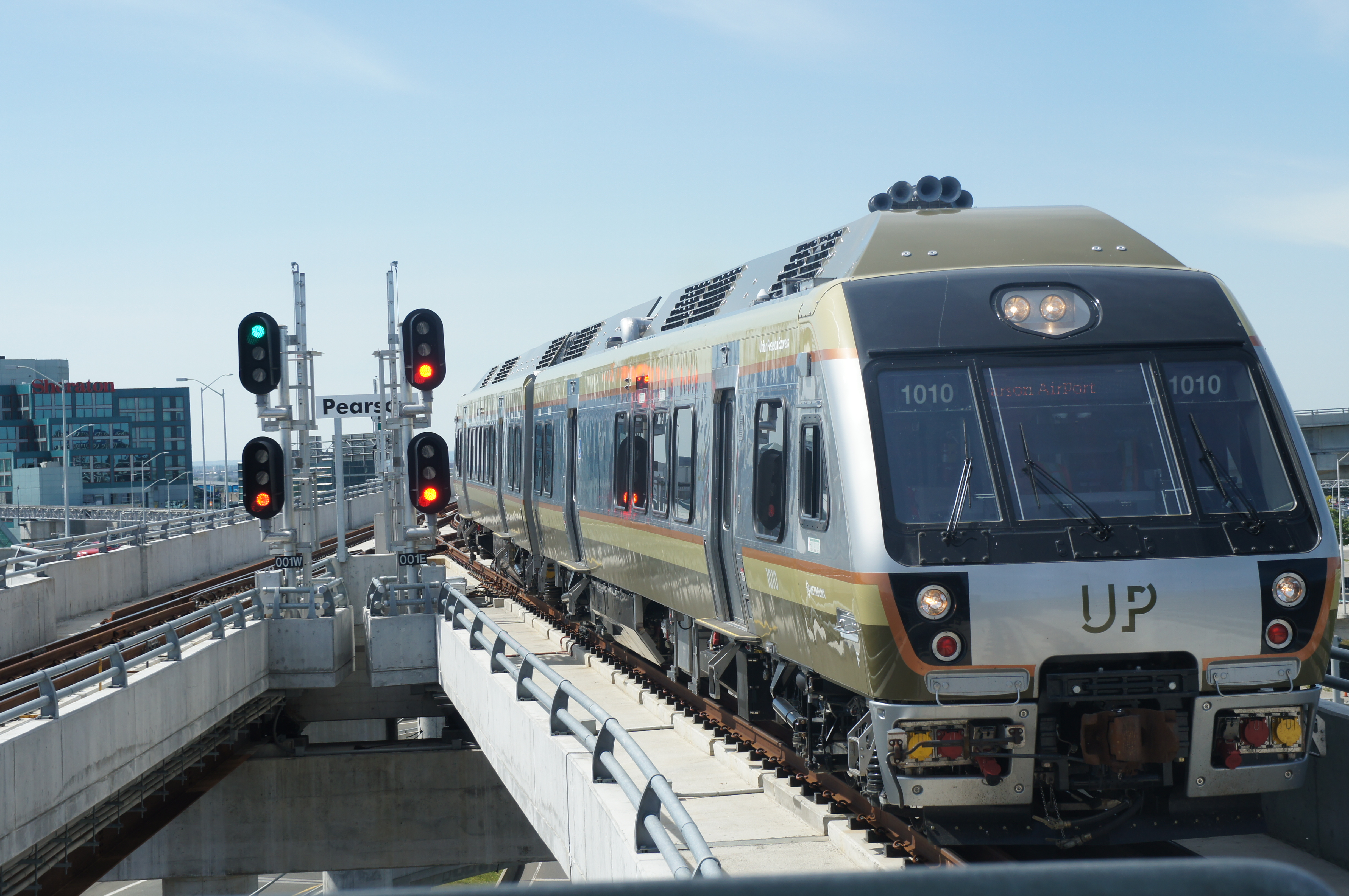
一列駛至一號客運大樓車站的機場快線列車

聯合車站－皮爾遜機場快線為一條機場聯外鐵路線，連接皮爾遜機場一號客運大樓和多倫多市中心的聯合車站，於2015年泛美運動會開幕前的6月6日通車，業權歸安大略省的省營公共交通服務機構都市連通。此外，同屬都市連通的GO運輸公司以及多倫多公車局、密西沙加公車局和賓頓公車局皆營運巴士線連接皮爾遜機場與大多倫多地區數處。
陸路交通方面，皮爾遜機場毗鄰427號公路和409號公路，後者並駁上401號公路。

## 事故
1978年6月26日，加拿大航空公司一架由渥太华途径多伦多和温尼伯到温哥华的麦道DC-9-32型飞机，该航班在多伦多国际机场起飞过程中冲出跑道并解体，事故导致机上两名乘客死亡。 
2005年8月2日，法國航空公司的358號班機在惡劣天氣下降落，滑出跑道後焚毀，機上309人全數成功逃脫，無人死亡。
2025年2月17日，一架从明尼阿波利斯-圣保罗国际机场起飞达美连接航空4819号航班在进近时起火翻滚，造成18人受伤。

## 外部連結
- 多倫多皮爾遜國際機場（页面存档备份，存于）（英文）